# Wincenty Nowakowski
Wincenty Nowakowski (ur. 6 stycznia 1891 w Poznaniu, zm. 27 marca 1960 tamże) – profesor, aktor-śpiewak, pedagog dykcji i śpiewu.

## Życiorys
Syn Władysława i Weroniki z d. Bartlakowskiej. W 1910 przerwał studia i został aktorem w Teatrze Objazdowym Jana Langego.
W 1913 skazany przez pruski sąd w Grodzisku za działalność konspiracyjną na 10 dni więzienia i grzywnę. Podczas poboru do niemieckiego wojska uciekł do Hamburga i tam kontynuował studia aktorskie, śpiewacze i pedagogiczne. Pracował wtedy jako aktor.
Od 1917 powrócił do Poznania i rozpoczął pracę jako aktor (1920-1939 w Teatrze Wielkim). Brał udział w powstaniu wielkopolskim.
Podczas II wojny światowej ukrywał się w Poznaniu i udzielał lekcji śpiewu. Pracę tę kontynuował po wojnie.
Działał w kierownictwie Spółdzielni Pracy Muzyków i Pedagogów.
Zmarł po długiej i ciężkiej chorobie 27 marca 1960, pochowany na cmentarzu górczyńskim.

## Dzieła
- Metoda stawiania dźwięcznego głosu

## Nagrody i odznaczenia
- Wielkopolski Krzyż Powstańczy za udział w powstaniu wielkopolskim